# Лакић Војводић
Лакић Војводић Кастратовић је био црногорски дивизијар, југословенски генерал и политичар.

## Биографија
Лакић Војводић је рођен 1848. године у Коњусима код Андријевице, у породици војводе и племенског капетана Стојана Војводића. Стојан је унук војводе Симе и праунук Лакића Војводића, по коме је и добио име.
У недостатку школа, основна писменост се учила од приватних учитеља, међу којима је био и Петр Вулић. Са 14 година учествовао је у биткама 1862. године када су турске јединице напале васојевићки крај. Затим је кренуо према турској граници у правцу Плава и Гусиња и ка северу Албаније, бранећи од напада пограничне градове Горње Полимље. Од 1864. служио је као капетан племена. Књаз Никола га је 1865. поставио за капетана племена. Његов отац Стојан умире 1866. године, након чега је наследио војводску титулу коју му је признао Двор Црне Горе. Године 1867. доспео је у чин подкомандира у Лијеворско-андријевачком комбинованом батаљону. За време Црногорско-турског рата 1876–78 био је заменик команданта Тодора Вуковића. Учествовао је на Превији, Буковој Пољани, Вучјем Долу, Фундини, Никшићу, Новшићу, Морачи, Бару и др. Вучји Дон је рањен 26. јуна 1876. године. Његови војници су му поклонили турског коња. Учествовао је у опсади и ослобађању Бара. Током боја на Плаву и Гусињу код Новшића 1879. године, са својом јединицом успео је да спасе јединице Марка Миљанова Поповића. Стално је подржавао покрет за ослобођење сјеверних крајева Црне Горе. Године 1880. дао је оставку на све функције, а у државну службу поново је ступио 8. септембра 1892. године. Од стране књаза Николе планирано је да буде командант добровољачких јединица које су 1883. требале да уђу у Србију ради револуционарних акција. Године 1892. постављен је за члана Начелства округа андријевичког. Године 1895. унапређен је у чин бригадира Црногорске војске, када је постављен за команданта новоформиране Горњо-Васојевићке бригаде и граничног комесара са седиштем у Андријевици. Истовремено је био и погранични политички комесар у Андријевици. На овој дужности остао је до 1906. године, када је постављен за обласног управника Морачко-васојевићке области са седиштем у Колашину. Са места команданта Осме бригаде Васојевић је постављен за команданта бригаде 6. јануара 1906. године. У влади др Лазара Томановића био је министар унутрашњих послова од 17. априла 1907. до 15. априла 1909. године. Током 1908. године, у одсуству министра одбране Митра Мартиновића, постављен је за министра унутрашњих послова као вршиоца дужности министра одбране. Са места министра вратио се на своје раније дужности, а то је регионални менаџер. На овим дужностима је био до септембра 1910. године, када је постављен за команданта Колашинске Четврте дивизије, и на тој дужности до 15. априла 1912. године, када је пензионисан са чином бригадира. Био је заменик судије Вишег војног суда до 15. априла 1912. године. Члан је читаонице у Андријевици од њеног оснивања 1911. године

### Балкански ратови
У Првом балканском рату 1912-1913, септембра 1912, када је објављена мобилизација, поново је активиран и постављен за команданта трупа које су напале Беране. Предводио је Васојевићку бригаду у борбама долином Лима, до Бијелог Поља, Рожаја, Пештера, Пећи и Метохије. После ослобођења Пећи, 21. октобра 1912. године, постављен је за администратора Пећи. У Пећи је био командант полицијског одреда и командант војне области. Активиран је као пензионисани бригадир 14. фебруара 1914. године и унапређен у чин дивизијара.

### Први светски рат
1914. године, почетком Првог светског рата, Јанко Вукотић Сердара је постављен на дужност у штаб сердара као нека врста саветника. Након реорганизације црногорске војске 23. новембра 1915. године, Васојевић је постављен за команданта одреда у саставу Санџачког одреда. Одред су чиниле Горновасојевићка и Доњовасојевићка бригада и Комбиновани регрутски батаљон. Гласинац, Калиновик, код Фоче, Вишеград, у правцу Ужица и истакли се у Мојковачкој операцији. За ове подвиге краљ Никола је похвалио њега и његову бригаду. Рањен је у борбама на Гласинцу октобра 1914. године. Приликом повлачења према Тузима аустроугарске трупе су заробљене јануара 1916. године. Године 1916. интерниран је у логор Болдогасон, а убрзо је пребачен у новостворени логор Кралштајн. У списку интернираних Војвода је под редним бројем 131. Живот у логору је утицао на његово здравље и у јесен 1917. године отпуштен је кући тешко болестан.

### Божићни устанак
По повратку у Црну Гору, иако болестан, 30. септембра 1918. организовао је устанак у коме су аустроугарске јединице одбачене на Морачу и Биоч код Подгорице. Потписник декларације се залаже за уједињење. Од 5. децембра 1919. године постављен је за команданта три батаљона од 1.500 бораца.

### Војска Краљевине СХС
У војску Краљевине СХС примљен је 23. септембра 1919. у чину генерала. Служио је до 20. јануара 1920. године, када је пензионисан са 73 године.

### Породичне ситуације и смрт
Зналац је многих епских песама, често певајући на гуслама пред војском уочи битке. Склопио је брак и добио сина Милоша. Преминуо је 12. априла 1924. године у Андријевици, а сахрањен је поред цркве у Санкт Петербургу. Архангела Михаила код Андријевице у Књажевцу, у цркви коју је подигао краљ Никола, опростио се и генерал Радомир Вешовић. Године 1952. однета је у породичну гробницу у Коњуху.